# اردک‌ماهی آکیتن
اردک‌ماهی آکیتن (نام علمی: Esox aquitanicus) نام یک گونه از سرده اردک‌ماهی است.